# Tadeusz Woner
Tadeusz Woner (ur. 7 sierpnia 1901 w Zdzieszulicach Górnych lub w Będzinie, zm. 24 lipca 1974 w Krakowie) – polski działacz ruchu ludowego, polityk, prawnik, działacz podziemia podczas II wojny światowej. Przewodniczący Prezydium Wojewódzkiej Rady Narodowej w Krakowie (1945–1947), poseł do Krajowej Rady Narodowej (1945–1947).

## Życiorys
Pochodził z rodziny o tradycjach niepodległościowych, jego matka Maria działała w PPS-Lewicy. W 1924 ukończył studia na Wydziale Prawa Uniwersytetu Jagiellońskiego, a w 1925/1926 Szkołę Nauk Politycznych w Krakowie. W 1929 uzyskał wpis na listę adwokatów, następnie wykonywał ten zawód w Sosnowcu, zajmował się obroną ludowców i komunistów z Zagłębia w procesach sądowych. Działał także w ruchu spółdzielczym. Od połowy lat 20. należał do Polskiego Stronnictwa Ludowego „Wyzwolenie”, następnie do Stronnictwa Ludowego. Od 1931 do 1939 był prezesem struktur powiatowych SL w Będzinie oraz członkiem władz wojewódzkich w Kielcach, pozostawał także członkiem Rady Naczelnej SL (1935–1938). W okresie II wojny światowej pracował jako lustrator w spółdzielni „Społem”, działał w konspiracyjnym ruchu ludowym.
W lutym 1944 został członkiem Stronnictwa Ludowego „Wola Ludu”, zasiadł w jego zarządzie głównym. W styczniu 1945 organizował struktury Stronnictwa Ludowego (lubelskiego), objął funkcję jego prezesa w województwie krakowskim (nie udało mu się jednak skonsolidować miejscowego ruchu ludowego). Zajmował się organizacją konspiracyjnych rad narodowych, a także objął stanowisko przewodniczącego Prezydium Wojewódzkiej Rady Narodowej w Krakowie (w latach 1945–1947). Z rekomendacji Stronnictwa Ludowego został zgłoszony do Krajowej Rady Narodowej na sesji 31 grudnia 1943/1 stycznia 1944, ostatecznie ślubowanie złożył dopiero 3 maja 1945. Od 1945 wykonywał zawód adwokata w ramach krakowskiej palestry. W 1947 zakończył kierowanie SL w województwie i Wojewódzką Radą Narodową, wycofał się zupełnie z życia politycznego. Powrócił następnie do adwokatury, został członkiem Naczelnej Rady Adwokackiej. Zajął się także publikowaniem artykułów prawniczych dotyczących prawa administracyjnego i konstytucyjnego oraz historii adwokatury, pisał m.in. do „Palestry”, „Nowego Prawa” czy „Ruchu Ludowego”.

## Odznaczenia
Odznaczony m.in. Medalem 10-lecia Polski Ludowej (1955) oraz Złotym Krzyżem Zasługi (1955).